# Campeonato Europeo de Tiro al Plato de 2000
El XXXIV Campeonato Europeo de Tiro al Plato se celebró en Montecatini (Italia) en el año 2000 bajo la organización de la Confederación Europea de Tiro (ESC) y la Federación Italiana de Tiro Deportivo.

## Resultados

### Masculino
| Evento               | Oro                     | Plata                          | Bronce                         |
| -------------------- | ----------------------- | ------------------------------ | ------------------------------ |
| Foso                 | João Rebelo Portugal    | Alexéi Alipov · Rusia ·        | Giovanni Pellielo · Italia ·   |
| Foso (equipos)       | Italia ·                | Portugal                       | Reino Unido                    |
| Doble foso           | Vasili Mosin · Rusia ·  | Jean-Paul Gros Francia         | Emanuele Bernasconi · Italia · |
| Doble foso (equipos) | Rusia ·                 | Finlandia ·                    | Reino Unido                    |
| Skeet                | Pietro Genga · Italia · | Jan Sychra · República Checa · | Andrea Benelli · Italia ·      |
| Skeet (equipos)      | Italia ·                | Chipre                         | República Checa ·              |

### Femenino
| Evento               | Oro                            | Plata                     | Bronce                         |
| -------------------- | ------------------------------ | ------------------------- | ------------------------------ |
| Foso                 | Anne Focan · Bélgica ·         | Roberta Pelosi · Italia · | Susanne Kiermayer · Alemania · |
| Foso (equipos)       | Italia ·                       | Alemania ·                | Rusia ·                        |
| Doble foso           | Susanne Kiermayer · Alemania · | Pia Julin · Finlandia ·   | Pia Hansen · Suecia ·          |
| Doble foso (equipos) | Italia ·                       | Finlandia ·               | Rusia ·                        |
| Skeet                | Maarit Lepomäki · Finlandia ·  | Diána Igaly · Hungría ·   | Erdzhanik Avetisian · Rusia ·  |
| Skeet (equipos)      | Rusia ·                        | Hungría ·                 | Finlandia ·                    |

## Medallero
| Núm. | País            | Oro | Plata | Bronce | Total |
| ---- | --------------- | --- | ----- | ------ | ----- |
| 1    | Italia          | 5   | 1     | 3      | 9     |
| 2    | Rusia           | 3   | 1     | 3      | 7     |
| 3    | Finlandia       | 1   | 3     | 1      | 5     |
| 4    | Alemania        | 1   | 1     | 1      | 3     |
| 5    | Portugal        | 1   | 1     | 0      | 2     |
| 6    | Bélgica         | 1   | 0     | 0      | 1     |
| 7    | Hungría         | 0   | 2     | 0      | 2     |
| 8    | República Checa | 0   | 1     | 1      | 2     |
| 9    | Chipre          | 0   | 1     | 0      | 1     |
|      | Francia         | 0   | 1     | 0      | 1     |
| 11   | Reino Unido     | 0   | 0     | 2      | 2     |
| 12   | Suecia          | 0   | 0     | 1      | 1     |
|      | TOTAL           | 12  | 12    | 12     | 36    |